# بوسباخ (اشتولبرگ)
بوسباخ (به آلمانی: Büsbach) یک منطقهٔ مسکونی در آلمان است که در اشتولبرگ (راینلند) واقع شده‌است. بوسباخ ۷٬۲۰۰ نفر جمعیت دارد.